# Richard Hübers

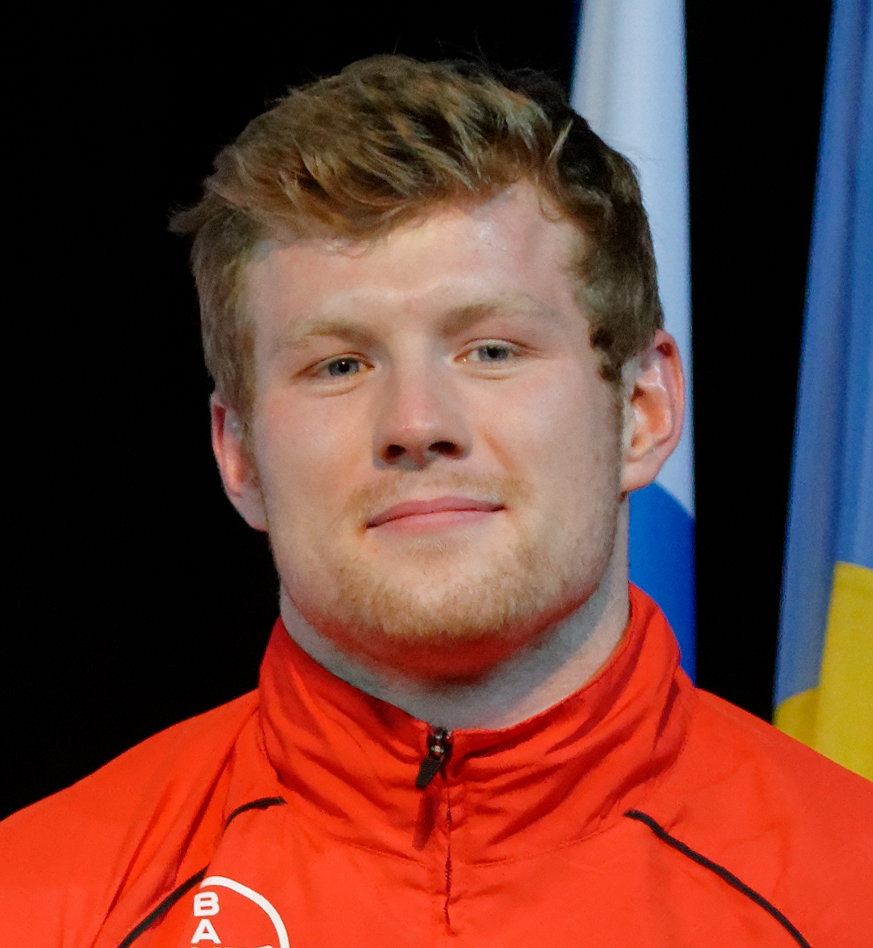
Richard Hübers, 2014

Richard Hübers (* 10. Februar 1993 in Solingen) ist ein deutscher Säbelfechter und deutscher Meister.

## Erfolge
Richard Hübers gewann bereits als Junior wesentliche Turniere, im Säbel-Einzel die Juniorenweltmeisterschaften 2010, mit der Mannschaft die Junioreneuropameisterschaften 2009, 2010 und 2012 sowie die Juniorenweltmeisterschaften 2010 und 2013. Bei den Olympischen Jugend-Sommerspielen 2010 gewann er Bronze im Einzel und Silber mit der gemischten Mannschaft.
Als Aktiver gewann er bei den Deutschen Fechtmeisterschaften 2013 mit der Mannschaft. 2014 errang er bei den Europameisterschaften in Straßburg Bronze mit der Mannschaft.